# Perfect Education: Maid, for You
Perfect Education: Maid, for You (完全なる飼育 メイド、for you?, Kanzen naru shiiku - Meido, for you, lett. "L'educazione completa - Cameriera, per te") è un film del 2010 diretto da Kenta Fukasaku. È il settimo capitolo della serie di The Perfect Education.
Alcune scene del film sono in 3D.

## Trama
Kabashima, un giovane che lavora come commesso in un negozio di manga, è follemente innamorato di Ichigo, una ragazza che si esibisce in un Maid café con il soprannome di Strawberry, ma è troppo timido per dichiararsi a lei. Il giorno del 17º compleanno di Ichigo, Kabashima attende la sua uscita dal caffè per farle un regalo, ma la ragazza lo scambia per uno squilibrato e tentando la fuga, scivola e sbatte la testa. La ragazza, ripresa conoscenza, si ritrova legata ed imbavagliata ad una poltrona in una stanza del negozio di manga; Kabashima l'ha rapita ed è deciso a tenerla nascosta e tutta per sé, allo scopo di mostrarle che il suo non è altro che un folle gesto d'amore nei suoi confronti. I giorni passano con Kabashima che la nutre e l'accudisce con passione, giorno e notte; Ichigo, dopo lo spavento iniziale e vari tentativi di fuga andati a male, comincia ad affezionarsi al suo rapitore, finendo con l'innamorarsi di lui. Passati diversi giorni e con corde e bavagli che sono solo un lontano ricordo, Ichigo e Kabashima progettano di andare a vivere insieme. Nel frattempo, uno spasimante di Strawberry, preoccupato per la sua scomparsa, è riuscito a rintracciarli, pronto a tutto pur di avere per sé la ragazza.

## Seguiti
Nel 2013 è stato distribuito TAP: Perfect Education (TAP 完全なる飼育, TAP Kanzen-naru shiiku), diretto da Kazuki Katashima. Nel 2020 è uscito Perfect Education: étude (完全なる飼育 étude, Kanzen-naru shiiku - étude), per la regia di Takuya Kato.